# Vehículo lanzapuentes blindado

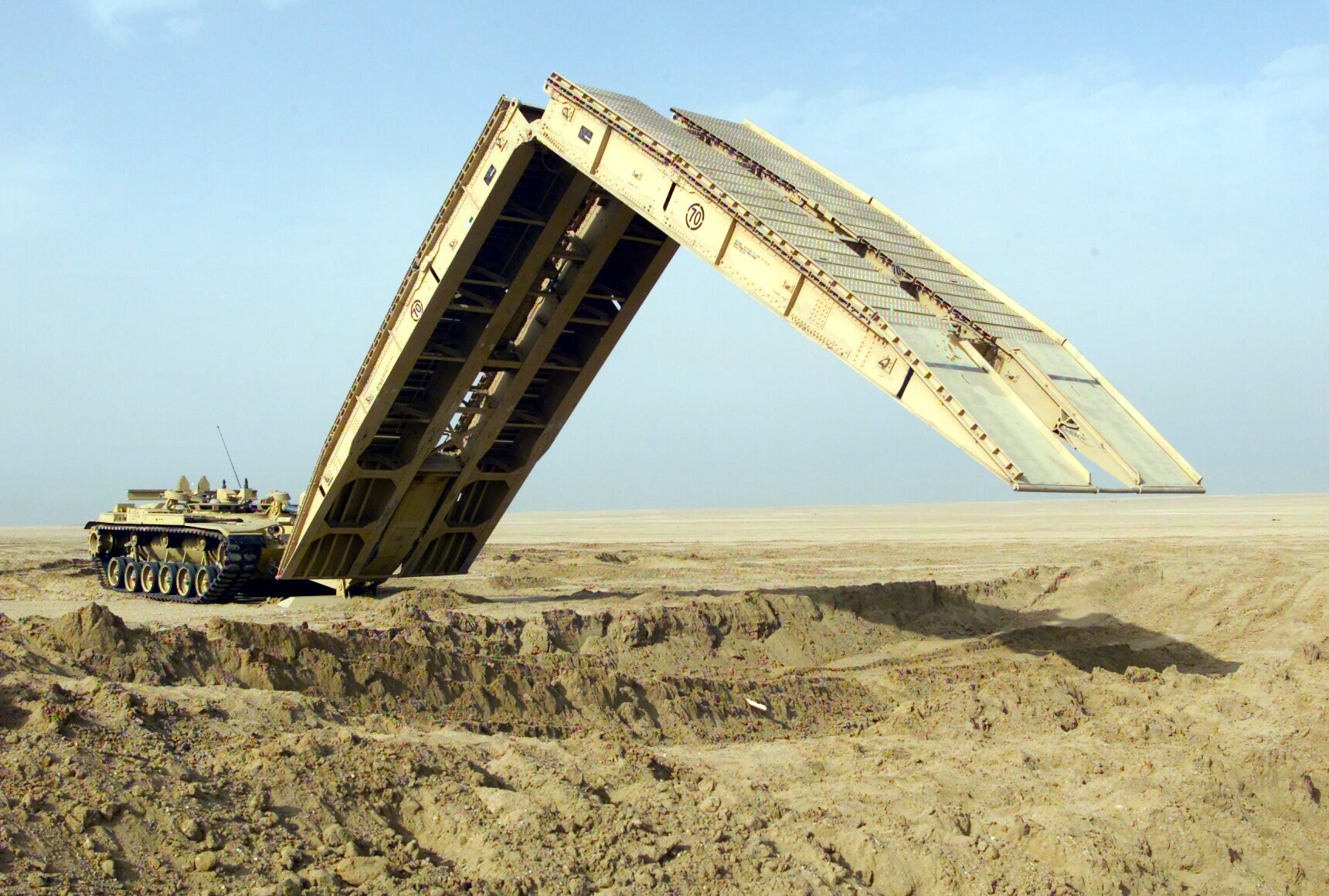
Tanque lanzapuentes M60A1 con segmentos de puente plegables.

Un vehículo lanzapuentes blindado o, en inglés, armoured vehicle-launched bridge, abreviado AVLB, es un vehículo blindado que se utiliza para facilitar el paso de otros vehículos a través de ríos, arroyos o fosas.

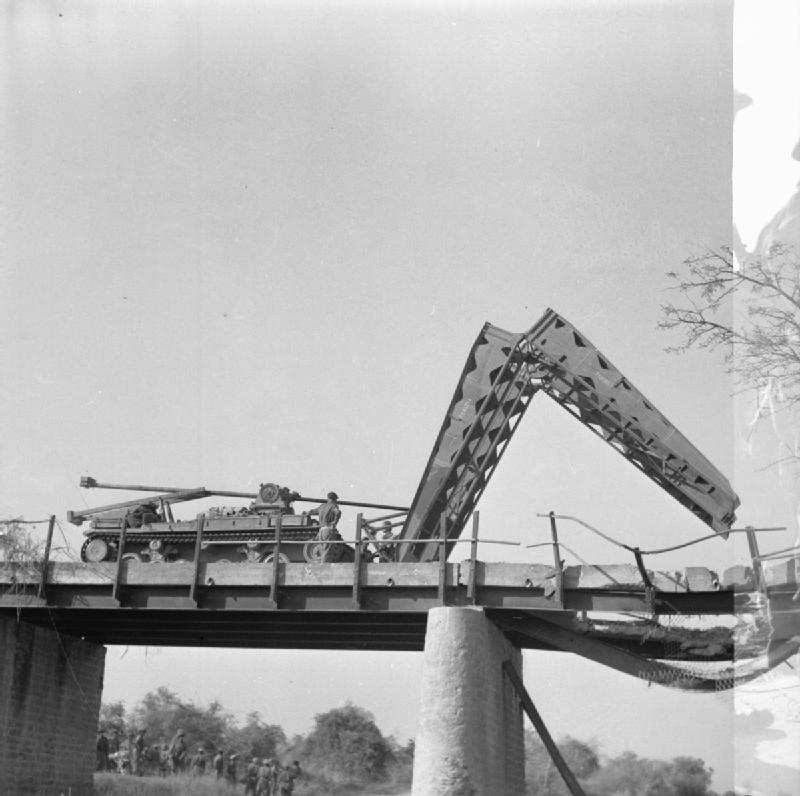
Un Valentine lanzapuentes, de la tercera compañía de construcción de puentes independiente, Royal Armoured Corps, se extiende sobre un puente dañado cerca de las consecuencias de la batalla de Meiktila y Mandalay, 28 de marzo de 1945.

## Características
Hay modelos con segmentos de puente plegables o retráctiles, y que en ambos casos se sirven de un equipamiento hidráulico para alcanzar su posición final. De esta forma se permite el paso a otros vehículos sobre obstáculos infranqueables por su profundidad o anchura.
El principal uso es el militar. Su gran ventaja es la rápida ejecución del puente, pero su desventaja es que se camuflan con dificultad, ya que los plegables elevan los segmentos una altura de 10 metros, lo que hace que se puedan avistar en la distancia. Es por ello que muchos modelos deslizan los segmentos del puente en dirección horizontal en lugar de plegarse.
Estos vehículos, destinados a asistir al transporte de la infantería al campo de batalla, están blindados, aunque en menor medida que los tanques, equipados con ametralladoras, morteros o con misiles antitanque.
Algunos ejemplos de este tipo de vehículos son el M48 AVLB, PSB 2, ambos de fabricación alemana así como el M104 Wolverine estadounidense.